# Кокубун-дзи

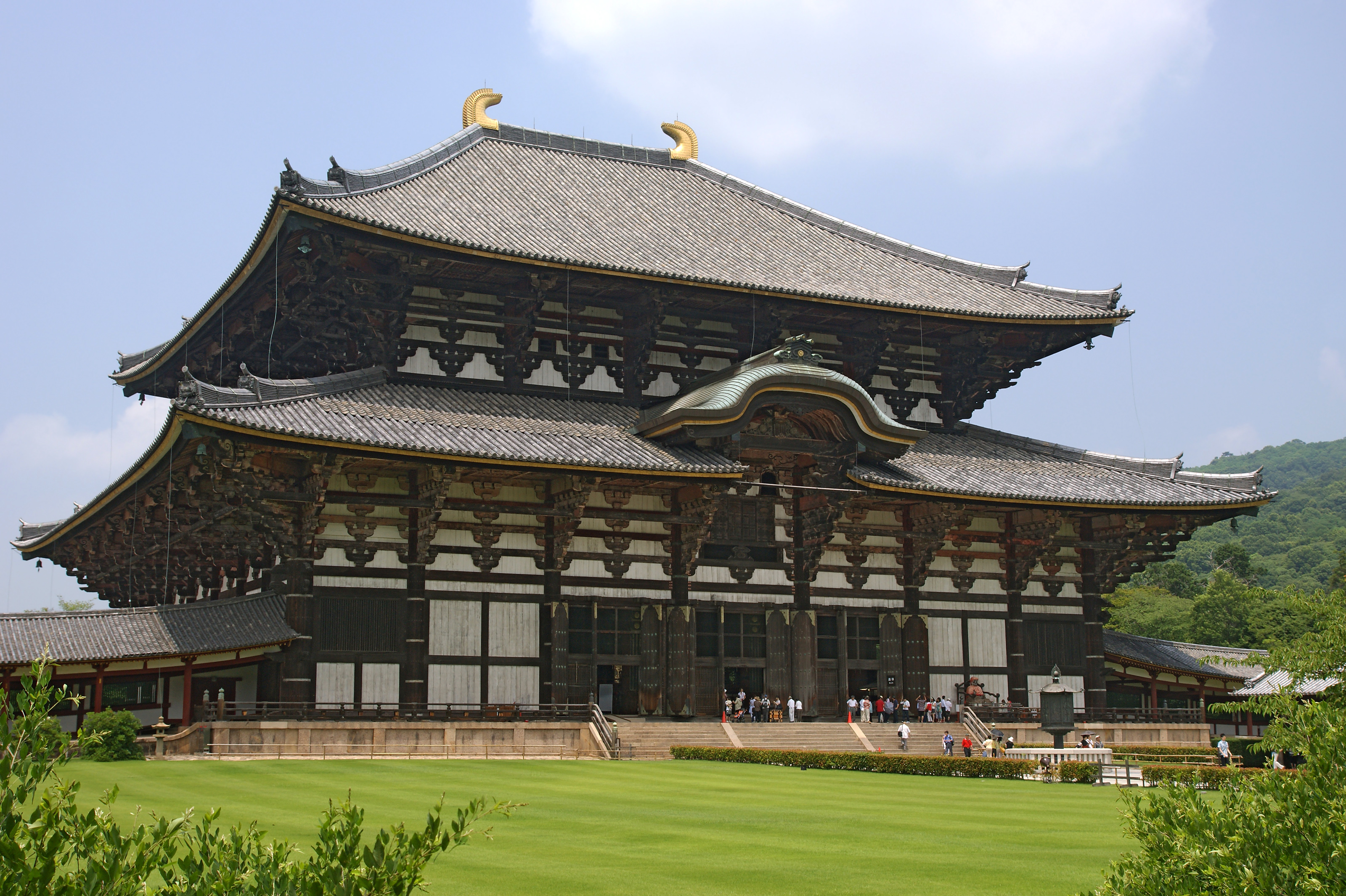
Храм Тодай-дзи в городе Нара

Кокубун-дзи (яп. 国分寺) — общее название сети основанных государством буддийских монастырей в Японии.

## Общие сведения
Сеть монастырей «кокубун-дзи» была образована в Японии в 741 году по указанию императора Сёму (701—756 годы), когда в каждой провинции страны были основаны один мужской буддийский монастырь «кокубун-дзи» и один женский буддийский монастырь «кокубун-нидзи», обитатели которых должны были молиться исключительно о благе и процветании государства. Предполагалось, что молитвы монахов и монахинь принесут стране и её жителям благосостояние и, в первую очередь, защитят от несчастий и природных бедствий: землетрясений, пожаров, неурожаев, наводнений и проч.
Главным храмом системы мужских монастырей «кокубун-дзи» был Тодай-дзи в Наре — храм провинции Ямато. Главным храмом системы женских монастырей «кокубун-нидзи» был Хоккэ-дзи. В современном японском языке «кокубун-дзи» является именем собственным для этих храмовых объектов в каждой из японских областей, например Кокубун-дзи в Токио, Кокубун-дзи в Кагаве и так далее.

## История
Создание системы монастырей «кокубун-дзи» было вызвано целым рядом неблагоприятных для Японии обстоятельств в первой половине VIII века: неурожаями и голодом, восстаниями племён эмиси на Севере, эпидемией оспы, разрывом отношений с гегемоном на Корейском полуострове, государством Силла. В связи со всем этим император Сёму принял монашеский сан и приказал переписать весь буддийский канон с тем, чтобы читать его в столичных храмах и молиться за спокойствие в стране, излечение больных и богатые урожаи. По желанию императора, буддийские священные тексты должны были читаться и по всей территории Японии. Однако, в связи с тем, что в провинциях тогда монастырей было мало, Сёму приказал построить по мужскому и женскому монастырю в каждой из них.